# مارك إس. جورج
مارك إس. جورج (بالإنجليزية: Mark S. George)‏ هو عالم أعصاب أمريكي، ولد في 17 مارس 1958.